# Apheliona
Apheliona är ett släkte av insekter. Apheliona ingår i familjen dvärgstritar.

## Dottertaxa tillApheliona, i alfabetisk ordning[1]
- Apheliona arooni
- Apheliona bella
- Apheliona bioculata
- Apheliona cyclops
- Apheliona dubia
- Apheliona expansa
- Apheliona ferruginea
- Apheliona grandis
- Apheliona huismanae
- Apheliona indica
- Apheliona jaragunda
- Apheliona knighti
- Apheliona lateralis
- Apheliona lineolata
- Apheliona maculosa
- Apheliona militaris
- Apheliona neglecta
- Apheliona octava
- Apheliona radiata
- Apheliona robusta
- Apheliona setosa
- Apheliona sternalis
- Apheliona supaniae
- Apheliona taiwana
- Apheliona testacea
- Apheliona unica
- Apheliona wallacei
- Apheliona variocula
- Apheliona vexana
- Apheliona xerophila
- Apheliona zhangi